# K-60 (航空機)
K-60は、大日本帝国海軍が計画した飛行艇。「K-60」は実計番号であり、「十七試大型飛行艇」と呼称されていたとする資料と、軍名称は与えられていないとする資料がある。

## 経緯
1939年（昭和14年）6月、海軍は「自昭和十四年度至昭和十七年度実用機試作計画」によって、十二試大型飛行艇（後の二式飛行艇）の後継機として川西航空機によるK-60の開発を計画した。この時点ではK-60は2,000 hp級エンジンを搭載した4発機とされていたが、1941年（昭和16年）に作成された「自昭和十六年度至昭和十九年度実用機試作計画」原案では、4,000 hp級の双子エンジンを有する超大型機に変更された。
海軍軍令部が要求した性能は最大速度519 km/h（高度5,000 m時）、実用上昇限度10,000 m、航続距離9,260 kmあるいは10,733 kmというもので、これを受けた海軍航空本部は1941年6月から9月にかけて、三菱重工業が計画していたME2A「ヌ号」液冷H型24気筒エンジン（離昇出力2,500 hp）かヌ号2基を並列に連結したME3A「ワ号」エンジン（離昇出力5,000 hp）、または「研二号」空冷複列星型18気筒エンジン（離昇出力2,400 hp）を用いる4案を作成した。第一案はワ号を4基、第二案はヌ号とワ号を2基ずつ、第三案はヌ号を4基、第四案は研二号を4基搭載するものであり、うち第一案が予算や製造能力を無視すれば最適であるとの判断に基づき、第一案が可であると決定された。
その後、川西での試製の着手が予定され、1941年には川西に対しても基本設計が命じられていたが、ヌ号が完成する見込みがないなど技術上の諸問題が少なくなく、太平洋戦争での実戦経験を踏まえて飛行艇に求められる用途が変化したことや資材の不足なども合わさって、1942年（昭和17年）末に計画検討のみで開発は中止された。
なお、第一案決定後の時点では、海軍航空技術廠では1945年（昭和20年）3月に、川西では1945年9月末に一号機を完成させるとの予定を立てていた。

## 機体
K-60の第一案は二式大艇と比較して翼面積が2.5倍、全備重量が3.9倍弱に達する超大型機となった。用途については海軍から提示されたものはないが、川西側では日本本土と南方の間の輸送などに用いるものと想定されていた。
主翼には外翼での層流翼の採用、および吸い出し装置・吹き出し装置を用いて境界層を制御することで、エンジンと冷却器をいずれも主翼内に納めたことで増大した主翼の空気抵抗を減少させるとともに、エンジンの強制冷却ファンから冷却空気を後方に噴出し、性能向上を図ることが計画されていた。また、積層木材プロペラや離水促進ロケットの採用も考えられていた。
K-60は設計に着手された日本の飛行艇の中で最大のものだったとされるが、開発は軍極秘として行われたため詳細な資料は残っていない。

## 諸元（第一案・計画値）
出典：『巨人機物語』 119 - 122頁。
- 全長：43.24 m
- 全幅：60.0 m
- 翼面積：400.0 m2
- 自重：61,500 kg
- 全備重量：120,000 kg[注 3]
- エンジン：三菱 ワ号 液冷48気筒（離昇5,000 hp） × 4
- 最大速度：561 km/h
- 巡航速度：370 km/h
- 実用上昇限度：9,950 m
- 航続距離：11,038 km
- 武装：
  - 20mm連装機銃 × 2
  - 13mm機銃 × 1
  - 7.7mm機銃 × 8
  - 爆弾または魚雷8,000 kg